# Carlos Verdeal
Juàn Carlos Verdeal, né le 29 mai 1918 à Puerto Madryn (Argentine) et mort en octobre 1999 à Rio de Janeiro (Brésil), était un footballeur argentin. 
Il joue comme milieu de terrain ou attaquant.

## Carrière de joueur
- Huracán de Comodoro Rivadavia
- Estudiantes La Plata
- Fluminense FC
- Canto do Rio FC
- CA Juventude
- SC Dos Caminos
- Genoa CFC
- Lille OSC (France) (juillet-décembre 1950)[2]
- US Valenciennes-Anzin (France) (janvier 1951-1953)

## Palmarès
- International argentin[réf. nécessaire]
- Finaliste de la Coupe de France 1951 (avec l'US Valenciennes-Anzin)